# A vád tanúja (film, 1957)
A vád tanúja (eredeti cím: Witness for the Prosecution) Billy Wilder 1957-ben bemutatott filmdrámája, mely Agatha Christie azonos című színdarabja alapján készült. A főszerepeket Tyrone Power, Marlene Dietrich, Charles Laughton és Elsa Lanchester alakítja.
Az izgalmas végkifejletű történetet nagy titoktartás mellett forgatták, hogy a cselekmény ne derülhessen ki. A film kiváló recenziókat kapott, a kritikusok dicsérték. Az Amerikai Filmakadémia hat kategóriában jelölte Oscar-díjra, melyek közül azonban egyet sem nyert el. Elsa Lanchester alakítását a legjobb női mellékszereplőnek járó Golden Globe-díjjal jutalmazták. Wilder alkotását az Amerikai Filmintézet (AFI) beválasztotta a tíz legjobb tárgyalótermi dráma közé.

## Cselekmény
Sir Wilfred Robarts neves ügyvédet nemrég engedték ki a kórházból, ahol szívrohama miatt kezelték. Lábadozását egy szigorú nővér segíti. Sir Wilfredet felkeresi Leonard Vole, akit egy gazdag asszony, Emily French meggyilkolásával vádolnak. A bizonyítékok egyértelműen Vole ellen szólnak. Sir Wilfred a nővéri utasítás ellenére elvállalja a férfi védelmét. Találkozik Vole feleségével Christine-nel, aki nem szolgál alibivel férje számára. Sir Wilfred meglepetésére a vád idézi be tanúként a tárgyalásra Christine-t. A tárgyaláson kiderül, hogy Christine még férjnél volt, mikor összeházasodott Vole-lal. Christine végül elmondja: Vole bevallotta neki, hogy megölte az idős hölgyet.
Később egy titokzatos nő keresi meg Sir Wilfredet: az esettel kapcsolatban tud információkkal szolgálni. A személyes találkozón leveleket ad át az ügyvédnek, melyeket Christine szeretőjének Maxnek írt. A nő szerint Christine a levelek miatt hazudott a tárgyaláson. Az esküdtszék felmenti a vád alól Vole-t.
De Sir Wilfredet nyugtalanítja az ítélet: túl kerek minden. Mikor a tárgyalóteremben Christine négyszemközt marad Sir Wilfreddel elmondja, hogy ő volt a titokzatos nő és a levelek hamisítványok. A vád tanújaként tett vallomása az igazság: Emily Frenchet valóban Vole gyilkolta meg. Christine tudta, hogy egy feleség vallomásának kevésbé hinnének, ha védi férjét. Ezért arra gondolt, hogy a vád oldalán fellépve próbálta megmenteni Vole-t, a hamis levelek a szavahihetősége megkérdőjelezésére szolgáltak. Elmondja, hogy mindezt azért tette, mert szereti Vole-t.
Ekkor Vole lép a tárgyalóterembe, közömbösen erősíti meg Christine szavait. Egy fiatal nő megy oda Vole-hoz, aki átkarolja. Christine rádöbben, hogy Vole kihasználta. Épp indulnának, de Christine kést ragad és leszúrja Vole-t. Sir Wilfred ezután azt mondja a nővérnek, hogy most fel kell készülnie Christine védelmére.

## Szereposztás
| Szerep                     | Színész          | Magyar hangja (1. szinkron, 1961) | Magyar hangja (2. szinkron) | Magyar hangja (3. szinkron) |
| -------------------------- | ---------------- | --------------------------------- | --------------------------- | --------------------------- |
| Leonard Steven Vole        | Tyrone Power     | Kállai Ferenc                     | Csernák János               | Háda János                  |
| Christine Helm-Vole        | Marlene Dietrich | Lukács Margit                     | Kútvölgyi Erzsébet          | N/A                         |
| Sir Wilfred Robarts ügyvéd | Charles Laughton | Csákányi László                   | Bodrogi Gyula               | Uri István                  |
| Miss Plimsoll              | Elsa Lanchester  | Kiss Manyi                        | Szabó Éva                   | N/A                         |
| Brogan-Moore               | John Williams    | Velenczey István                  | Bács Ferenc                 | Balázsi Gyula               |
| Mayhew                     | Henry Daniell    | Pálos György                      | Rajhona Ádám                | Berzsenyi Zoltán            |
| Carter                     | Ian Wolfe        | Kemény László                     | Kenderesi Tibor             | Pálfai Péter                |
| Mr. Myers                  | Torin Thatcher   | Angyal Sándor                     | Ujréti László               | Barbinek Péter              |
| Emily Jane French          | Norma Warden     | Simor Erzsi                       | Halász Aranka               | Sáfár Anikó                 |
| Janet McKenzie             | Una O’Connor     | Pártos Erzsi                      | Gyimesi Pálma               | Bessenyei Emma              |
| Bíró                       | Francis Compton  | Egri István                       | Versényi László             | Garai Róbert                |
| Hearne felügyelő           | Philip Tonge     | Zách János                        | Dobránszky Zoltán           | N/A                         |
| Diana                      | Ruta Lee         | Vetró Margit                      | Németh Borbála              | N/A                         |

## Háttér
Leonard Vole szerepére eredetileg William Holdent kérték fel, de nem tudta elvállalni. Wilder és a producer Arthur Hornblow Jr. ekkor Powert keresték meg, aki először elutasította a felkérést. Wilder viszont így nem vállalta a filmet, mert szüksége lett volna egy sztárra. A producer 300 000 dollárt és a bevétel 1%-át ajánlotta Powernek, aki végül igen mondott. A szerep kapcsán felmerült Gene Kelly, Kirk Douglas, Glenn Ford, Jack Lemmon és Roger Moore neve is. A film Tyrone Power utolsó mozifilmje lett: nem sokkal a film elkészülte után a Solomon and Sheba (1958) forgatása idején hunyt el.
A film legtöbb jelenetét a Metro-Goldwyn-Mayer stúdiójában forgatták 1957 nyarán, a külső felvételek egy részét Angliában rögzítették. A bírósági jelenethez egy teljes tárgyalótermet építettek a londoni központi bűnügyi bíróság, az Old Bailey mintájára.
A forgatókönyvet Wilder Larry Marcusszal és Harry Kurnitzcal közösen írta, mely több helyen is eltér az eredeti színdarabtól:  számos jelenet játszódik a tárgyalótermen kívül és Leonard Vole figurája helyett a hangsúly inkább Robartsra, az ügyvédre helyeződik, valamint Miss Plimsoll figurája sem szerepelt az eredeti darabban.
A történet csattanóját olyannyira titokban tartották, hogy a befejezést maguk a színészek sem ismerték, csak a forgatás végén kapták kézhez az utolsó jelenetet tartalmazó 10 oldalas forgatókönyvrészt. A forgatás idején még egy tábla is figyelmeztetett mindenkit a titoktartásra. Mikor Londonban a brit királyi családnak levetítették a filmet, még nekik is ígéretet kellett tenniük, hogy nem árulják el másnak a történet végét.
Laughton szerepe megformálásához a monokli ötletét saját ügyvédjétől, Florance Guedellától vette, aki a tanúmeghallgatások során előszeretettel játszott monoklijával. Állítólag Laughton, hogy biztos legyen abban, hogy el tud játszani egy szívbeteg férfit, egyszer a saját medencéjében színlelt rosszullétet: a színészt felesége, Elsa Lanchester és egyik vendégük húzta ki a vízből. Felesége a filmben az őt ápoló nővért, Miss Plimsollt alakította.
A Janet McKenzie-t alakító Una O’Connor korábban már szerepelt a darab Broadwayn bemutatott színpadi változatában – ugyanebben a szerepben.

## Magyar kritikai visszhang
„Wilder módszerének egyik erőssége az is, hogy mindig kitűnő színészekkel dolgozik. Ezúttal Charles Laughton áll a középpontban. Most is lenyűgöző. A nagy egyéniségek áradó komédiázó kedvével alakít egy „nagymenő” védőügyvédet. Marlene Dietrich és Tyrone Power jellemábrázoló képességük latbavetésével bizonygatják, hogy nemcsak filmsztárok, hanem igazi színészek. S ez nem keveset jelent olyan partner mellett, mint Laughton.” – Karsai Kulcsár István kritikája a Filmvilágban

## Díjak, jelölések

### Oscar-díj(1958)
- jelölés: Arthur Hornblow Jr. (legjobb film)
- jelölés: Billy Wilder (legjobb rendező)
- jelölés: Charles Laughton (legjobb férfi főszereplő)
- jelölés: Elsa Lanchester (legjobb női mellékszereplő)
- jelölés: Daniel Mandell (legjobb vágás)
- jelölés: Gordon Sawyer (legjobb hang)

### Golden Globe-díj(1958)
- díj: Elsa Lanchester (legjobb női mellékszereplő)
- jelölés: legjobb filmdráma
- jelölés: Billy Wilder (legjobb rendező)
- jelölés: Charles Laughton (legjobb férfi főszereplő – filmdráma)
- jelölés: Marlene Dietrich (legjobb női főszereplő – filmdráma)

### BAFTA-díj(1959)
- jelölés: Charles Laughton (legjobb külföldi színész)

### Directors Guild of America (1958)
- jelölés: Billy Wilder (legjobb rendezés)

### Edgar Allan Poe-díj (1958)
- jelölés: Billy Wilder és Harry Kurnitz (legjobb film)

### Laurel-díj (1958)
- 2. helyezett: Marlene Dietrich (Arany Laurel (legjobb drámai színésznő))
- jelölés: Arany Laurel (legjobb dráma)